# Григорьевское (Тутаевский район)
Григорьевское — деревня в Борисоглебском сельском округе Левобережного сельского поселения Тутаевского района Ярославской области России. 

## География
Расположено на берегу реки Ломинка.

## История
Согласно Спискам населенных мест Ярославской губернии по сведениям 1859 года владельческая и казённая деревня Григорьевское, расположенная по правую сторону от тракта из Романова-Борисоглебска в Данилов, относилась к 1 стану Романово-Борисоглебского уезда Ярославской губернии. В неё числилось 10 дворов, проживало 27 мужчин и 38 женщин.

## Население
| 2007 | 2010 |
| ---- | ---- |
| 37   | ↘15  |